# Кабаний провал
Каба́ний прова́л — пещера, входящая в Воронцовскую систему пещер. Состоит из 40-метровой входной шахты и горизонтальной части, по которой течёт ручей, притекающий из пещеры Долгая и втекающий через сифон в пещеру Лабиринтовая. Имеется доступ в Лабиринтовую через данный сифон. Входное отверстие шахты находится в Предпещерном лугу и является воронкой метрового диаметра.
Глубина шахты 43 м. Горизонтальная часть пещеры (2325м) состоит из Основного хода, Большого тупика и несколько крупных залов с обвалами, а также ответвлений-тупиков, начинающихся залами-колодцами и примыкающих к Основному ходу. Там, где Основной ход идёт под Пещерным и Предпещерным лугам, можно увидеть завалы из глыб. В пещере можно обнаружить сталагнаты и сталагмиты конической формы, а также «лунное молоко» на стенах.
Пещера была открыта в 1971 году.